# Радотина
Радотина (болг. Радотина) — село в Болгарии. Находится в Софийской области, входит в общину Ботевград. Население составляет 152 человека (2022).

## Политическая ситуация
Радотина подчиняется непосредственно общине и не имеет своего кмета.
Кмет (мэр) общины Ботевград — Георги Цветанов Георгиев (коалиция партий:гражданский союз за новую Болгарию, национальное движение «Симеон Второй» (НДСВ), Болгарская социал-демократия (БСД)) по результатам выборов в правление общины.